# Copa Gegants de la CONCACAF
La Copa Gegants de la CONCACAF es disputà l'any 2001, reemplaçant la desapareguda Recopa de la CONCACAF. Era una competició per invitació, essent convidats dos clubs amb més espectadors de les seves lligues. La competició no tingué continuïtat.
Resum dels principals campionats de la CONCACAF de clubs:
| Continentals | Continentals                                                                                        | Continentals                                                                                    |
| --- | --------------------------------------------------------------------------------------------------- | ----------------------------------------------------------------------------------------------- |
| Campionat de la CCCF (1959-1961) Lliga/Copa de Campions (1962-avui) Recopa de la CONCACAF (1991-1998) Copa Gegants de la CONCACAF (2001) | |                                                                                                 |
| Amèrica del Nord | Amèrica Central                                                                                     | Carib                                                                                           |
| Superlliga Nord-americana (2007-2010) Campeones Cup (2018-avui) Leagues Cup (2019-avui)                                                  | Copa Interclubs UNCAF (1971-2007) Lliga de la CONCACAF (2017-2022) Copa Centreamericana (2023-avui) | Campionat de clubs CFU (1997-2022) Caribbean Club Shield (2018-avui) Copa del Carib (2023-avui) |

## Desenvolupament de la competició
Font:
LD Alajuelense  i LA Galaxy  renunciaren.
- Ronda preliminar
  - SV Transvaal  - Arnett Gardens FC  1-1 1-5 (2-6)
  - CSyD Comunicaciones  - CD Motagua 4-0 1-1 (5-1)
  - CSyD Municipal  - CD Águila  3-1 1-1 (4-2)
  - Alianza FC  - CD Saprissa  1-5 0-0 (1-5)

- Quarts de final
  - Arnett Gardens FC  - DC United  0-3 1-2 (1-5)
  - CSyD Comunicaciones  - CD Guadalajara  3-1 1-1 (4-2)
  - CSyD Municipal  - CF América  0-1 1-2 (1-3)
  - CD Saprissa  - Columbus Crew  2-0 1-1 (3-1)

- Semifinals (a Los Angeles)
  - DC United  - CSyD Comunicaciones  2-1
  - CF América  - CD Saprissa  2-1

- 3r i 4t lloc (a Los Angeles)
  - CD Saprissa  - CSyD Comunicaciones  3-1

- Final (a Los Angeles)
  - DC United  - CF América  0-2

|  | Quarts de final        | Quarts de final | Quarts de final    | Quarts de final | Quarts de final    |   |                        | Semifinals  | Semifinals | Semifinals | Semifinals | Semifinals |  |                        | Final       | Final | Final | Final | Final |  |
|  |                        |                 |                    |                 |                    |   |                        |             |            |            |            |            |  |                        |             |       |       |       |       |  |
|  | Jamaica                | Arnett Gardens  | 0                  | 1               | 1                  |   |                        |             |            |            |            |            |  |                        |             |       |       |       |       |  |
|  | Estats Units d'Amèrica | D.C. United     | 3                  | 2               | 5                  |   |                        |             |            |            |            |            |  |                        |             |       |       |       |       |  |
|  | Estats Units d'Amèrica | D.C. United     | 3                  | 2               | 5                  |   | Estats Units d'Amèrica | D.C. United | 2          |            |            |            |  |                        |             |       |       |       |       |  |
|  |                        |                 |                    |                 |                    |   | Estats Units d'Amèrica | D.C. United | 2          |            |            |            |  |                        |             |       |       |       |       |  |
|  |                        | Guatemala       | Comunicaciones     | 1               |                    |   |                        |             |            |            |            |            |  |                        |             |       |       |       |       |  |
|  | Guatemala              | Guatemala       | Comunicaciones     | 1               | Comunicaciones     | 3 | 1                      | 4           |            |            |            |            |  |                        |             |       |       |       |       |  |
|  | Guatemala              |                 |                    |                 | Comunicaciones     | 3 | 1                      | 4           |            |            |            |            |  |                        |             |       |       |       |       |  |
|  | Mèxic                  | Guadalajara     | 1                  | 1               | 2                  |   |                        |             |            |            |            |            |  |                        |             |       |       |       |       |  |
|  | Mèxic                  | Guadalajara     | 1                  | 1               | 2                  |   |                        |             |            |            |            |            |  | Estats Units d'Amèrica | D.C. United | 0     |       |       |       |  |
|  |                        |                 |                    |                 |                    |   |                        |             |            |            |            |            |  | Estats Units d'Amèrica | D.C. United | 0     |       |       |       |  |
|  |                        | Mèxic           | América            | 2               |                    |   |                        |             |            |            |            |            |  |                        |             |       |       |       |       |  |
|  | Guatemala              | Mèxic           | América            | 2               | CSD Municipal      | 0 | 1                      | 1           |            |            |            |            |  |                        |             |       |       |       |       |  |
|  | Guatemala              |                 |                    |                 | CSD Municipal      | 0 | 1                      | 1           |            |            |            |            |  |                        |             |       |       |       |       |  |
|  | Mèxic                  | América         | 1                  | 2               | 3                  |   |                        |             |            |            |            |            |  |                        |             |       |       |       |       |  |
|  | Mèxic                  | América         | 1                  | 2               | 3                  |   | Mèxic                  | América     | 2          |            |            |            |  |                        |             |       |       |       |       |  |
|  |                        |                 |                    |                 |                    |   | Mèxic                  | América     | 2          |            |            |            |  |                        |             |       |       |       |       |  |
|  |                        | Costa Rica      | Deportivo Saprissa | 1               |                    |   |                        |             |            |            |            |            |  |                        |             |       |       |       |       |  |
|  | Costa Rica             | Costa Rica      | Deportivo Saprissa | 1               | Deportivo Saprissa | 2 | 1                      | 3           |            |            |            |            |  |                        |             |       |       |       |       |  |
|  | Costa Rica             |                 |                    |                 | Deportivo Saprissa | 2 | 1                      | 3           |            |            |            |            |  |                        |             |       |       |       |       |  |
|  | Estats Units d'Amèrica | Columbus Crew   | 0                  | 1               | 1                  |   |                        |             |            |            |            |            |  |                        |             |       |       |       |       |  |

CF América de Mèxic campió del torneig.